# Mario Frick (Politiker)

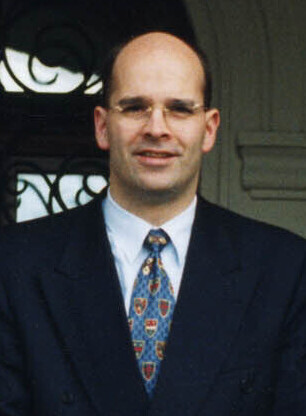
Mario Frick, 1997

Mario Frick (* 8. Mai 1965 in Chur) ist ein liechtensteinischer Politiker und Rechtsanwalt. Von 1993 bis 2001 war er Regierungschef von Liechtenstein.

## Biografie
Mario Frick, eines von sechs Kindern des Treuhänders Kuno Frick, studierte von 1985 bis 1989 Rechtswissenschaften in St. Gallen und promovierte 1991 zum Dr. iur. Anschliessend arbeitete er bis 1993 im Rechtsdienst der liechtensteinischen Regierung und war darüber hinaus Mitglied des Gemeinderats von Balzers. Im Mai 1993 wurde Frick stellvertretender Regierungschef.
Frick folgte dem zurückgetretenen Markus Büchel am 15. Dezember 1993 als Regierungschef, nachdem die Vaterländische Union bei der Landtagswahl im Oktober stärkste politische Kraft geworden war. Zum Zeitpunkt seiner Wahl war er mit 28 Jahren der jüngste Regierungschef der Welt. Unter Frick trat das Fürstentum Liechtenstein 1995 dem Europäischen Wirtschaftsraum bei. Zudem kam es in seiner Regierungszeit zu Liberalisierungen im Bereich Telekommunikation, 1998 wurde das Liechtensteiner Netz unabhängig vom schweizerischen Netz. Nachdem die Vaterländische Union 1997 ihre absolute Mehrheit noch verteidigen konnte, verlor sie die Wahl im Februar 2001. Frick blieb bis zum 5. April 2001 im Amt und wurde von Otmar Hasler (Fortschrittliche Bürgerpartei) abgelöst. Er führt seit 2002 mit zwei Partnern eine eigene Anwaltskanzlei und ist Geschäftsführer eines Treuhandunternehmens. Seit 2008 ist er Verwaltungsratspräsident der Bank Frick in Balzers.
Mario Frick war von 2005 bis 2014 Präsident der liechtensteinischen Rechtsanwaltskammer. Er ist seit 1992 verheiratet und hat drei Kinder. Sein Bruder war Jürgen Frick, der ermordet wurde (→ Mordfall Jürgen Frick).

## Auszeichnungen
- 1998: Großes Goldenes Ehrenzeichen am Bande für Verdienste um die Republik Österreich[3]